# Umbria Jazz

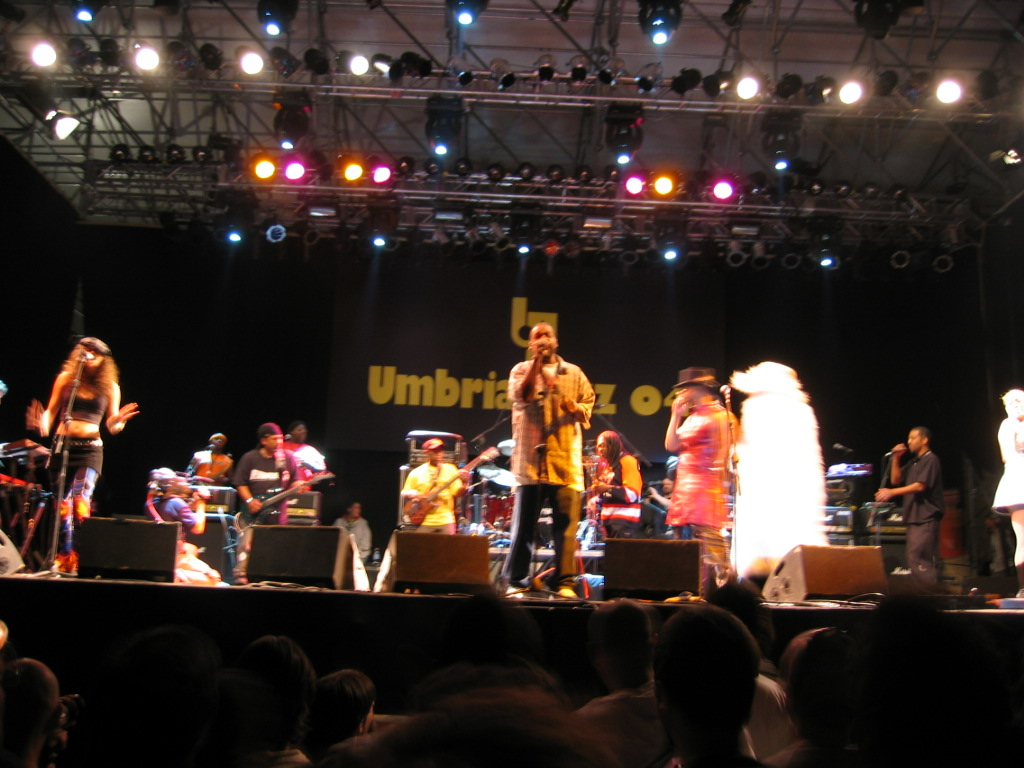
George Clinton bei Umbria Jazz 2004

Das Jazzfestival Umbria Jazz (UJ) ist ein Musikfestival, das seit 1973 jährlich im Juli an zehn Tagen in Perugia stattfindet. Es gilt als eines der wichtigsten europäischen Jazz-Festivals.
Neben Jazz traten auch Rock-, Pop-, Weltmusik- und Bluesmusiker auf wie Alicia Keys, Carlos Santana, Eric Clapton, James Brown, Prince und Sting. Schon in den 1970er Jahren spielten hier Jazz-Größen wie Miles Davis, Count Basie, Dizzy Gillespie (1976), Herbie Hancock, Enrico Rava und Lionel Hampton. Weiter traten unter anderem Gil Evans, Charles Mingus, Sarah Vaughan, Stan Getz und Keith Jarrett auf dem Festival auf. 

## Geschichte
Erster künstlerischer Leiter war Alberto Alberti. Nach der Gründung 1973 gab es eine Unterbrechung von 1977 bis 1981. Leiter war ab den 1980er Jahren Carlo Pagnotta, der dank seiner Erfolge beim Umbria Festival unter anderem auch beim Melbourne Jazz Festival vorübergehend mit der Programmplanung beauftragt wurde. 2001 hatte Umbria Jazz 200.000 Besucher. 
Im Sommer finden seit 1986 in Zusammenarbeit mit der Berklee School of Music die Umbria Jazz Clinics, ein zweiwöchiges Programm mit etwa 200 Schülern, in Perugia statt.

## Winterfestival
Zwischen Weihnachten und Anfang Januar fand seit 1992 eine Winter-Ausgabe des Festivals in Orvieto statt. Am 5. November 2012 wurde bekannt, dass die Weiterführung des Winterfestivals gefährdet ist, da das italienische Kulturministerium im Zuge der Austeritätspolitik die Fördergelder sperrt.

## Bekannte Aufnahmen
- Carmen McRae: Live at Umbria Jazz – 2007
- Art Blakey’s Jazz Messengers: Umbria Jazz Festival 1976
- Cedar Walton Quartet: Live at the Umbria Jazz Festival 1976
- Horace Silver: Live at the Umbria Jazz Festival (2005)